# Florencio Amarilla
Florencio Amarilla Lacasa (* 3. Januar 1935 in Coronel Bogado; † 25. August 2012 in Vélez-Rubio, Spanien) war ein paraguayischer Fußballspieler und Schauspieler.

## Leben
Amarilla begann seine sportliche Karriere als Fußballstürmer in seinem Heimatland beim Club Nacional. Als Teilnehmer der Fußball-Weltmeisterschaft 1958 fiel der nur 1,69 m große Amarilla nicht nur als Doppeltorschütze auf – bereits in den Qualifikationsspielen hatte er dreimal ins Tor getroffen – und erhielt einen Vertrag beim spanischen Erstligisten Real Oviedo. 1961 wechselte er zum FC Elche, wo er allerdings nur noch zweimal zum Einsatz kam. Fünf Jahre später schnürte er noch einmal die Schuhe: In der Saison 1967/68 spielte er für UD Almería.
Nach seiner Fußballkarriere lebte er in der Gegend um Almería, wo Filmproduzenten ihm kleinere Rollen in den dort gedrehten Filmen, vor allem Italowestern, verschafften, in denen er Mexikaner oder indianische Charaktere darstellte. Ab Mitte der 1970er Jahre fungierte er auch als Trainer etlicher Mannschaften der Region. Eine schwere Krankheit und ein Herzinfarkt hinderten ihn an der weiteren Ausübung seines Traineramtes. Am 27. Dezember 2009 wurde er für sein Engagement im Estadio Juan Rojas in Almería geehrt.

## Filmografie (Auswahl)
- 1970: El Condor
- 1973: Wilde Pferde (Valdez il mezzosangue)
- 1984: Der Tempel des blutigen Goldes (Yellow Hair and the Fortress of Gold)